# Абрахам Каган
Абрахам Каган (Абрам Сафранович) (англ. Abraham Cahan; 7 липня 1860 , Вільнюс — 31 серпня 1951, Нью-Йорк) — американський єврейський журналіст, громадський діяч і письменник. Засновник і редактор газети «Форвертс» («Вперед») на ідиші.

## Біографія
Абрахам Каган народився 7 липня 1860  року в Сморогонському районі в Білорусії (в той час в Віленської губернії, Російська Імперія ) у православній родині Літваков.  Батьки — Шахно К. і Шейна-Сара Голдарбейтер. Емігрував у США в 1881 році. Релігійна сім'я переїхала у Вільнюс в 1866 році, де молодий Каган навчався на рабина. Його приваблювали  світські звичаї і він таємно вивчав російську мову. Батьки зрештою схвалили бажання сина навчатися у Вільнюському інституті на вчителя. Диплом учителя Абрахам отримав у 1881 році. У Литві він, будучи студентом, брав участь у антицарських заходах і втік до США, боячись бути арештованим у 1882 році. Там він  працював журналістом і писав статті для газети єврейських робітників. У 1896 році він прославився англійським романом «Yekl: A Tale of New York Ghetto» (1896), в якому документально-натуралістично описав становище єврейських іммігрантів у США. У 1917 році Кахан працював над цією ж темою у «Повстанні Давіда» Левінського, який сьогодні вважається одним із найважливіших романів про досвід іммігрантів у США.
22 квітня 1897 року Каган заснував ідишськомовну газету Vorwärts (англ.: The Forward), яка вийшла накладом чверть мільйона примірників і, таким чином, стала найбільшою неангломовною газетою в США; аркуш досі публікується ідишською та англійською мовами (лише в електронному вигляді з 2019 року).
З 1926 по 1931 рік Кахан видав п'ятитомну автобіографію.